# Littoral de Nice à Menton
Le Littoral de Nice à Menton est un site inscrit à l'inventaire des sites pittoresques du département des Alpes-Maritimes par arrêté du 20 mars 1973. Son périmètre s'étend sur le littoral de Nice à Menton. 

## Localisation
Le site du « Littoral de Nice à Menton », inscrit à l'inventaire des sites pittoresques du département des Alpes-Maritimes par arrêté du 20 mars 1973, est formé par l'ensemble des communes de Beaulieu-sur-Mer, Beausoleil, Cap-d'Ail, Castellar, Gorbio, Menton,  Roquebrune-Cap-Martin, Sainte-Agnès, Saint-Jean-Cap-Ferrat et Villefranche-sur-Mer en totalité, et d'Èze, Nice, Peille, La Trinité et La Turbie pour partie. Il s'étend sur 9 426,01 hectares dont le périmètre est constitué, au sud, par la côte de Nice à la frontière italienne, excluant la principauté de Monaco, et, au nord, par les lignes de crêtes visibles depuis la mer.

## Motivation de la protection
En complément de la protection ponctuelle des nombreux sites classés ou inscrits et des monuments historiques situés dans son périmètre, il s'agit d'assurer une protection plus globale de cette partie de la Riviera méditerranéenne, 

« lieu où la chaîne alpine se précipite dans les flots azuréens de la mer Méditerranée, engendrant des paysages de criques, de baies dominées par des falaises et des à pics, de presqu’îles où, sous l’influence d’un climat bienveillant, s’épanouit une végétation luxuriante »

 afin d'accompagner le développement économique et touristique du territoire tout en préservant d'une urbanisation incontrôlée la qualité du patrimoine naturel.
L'inscription du Littoral de Nice à Menton précède d'un an celle de la Bande côtière de Nice à Théoule complétant la protection de la Riviera maralpine jusqu'au massif de l'Esterel.

## Conservation et préservation
La conservation ou la préservation du site, de la compétence du ministère de l'Écologie, est mise en œuvre localement par la direction régionale de l'Environnement, de l'Aménagement et du Logement de Provence-Alpes-Côte d'Azur et par l'Unité départementale de l'Architecture et du Patrimoine des Alpes-Maritimes, sous l'autorité du préfet du département.
Les travaux, autres que ceux d'exploitation courante des fonds ruraux et d'entretien des constructions, susceptibles d'affecter l'espace dans son périmètre, sont soumis à déclaration, quatre mois avant leur début, auprès de l'architecte des bâtiments de France qui dispose d’un avis consultatif pour les autorisations de travaux et d'un avis conforme pour les permis de démolir.